# Nina, Pretty Ballerina
"Nina, Pretty Ballerina" foi uma canção gravada em 1973 pelo sueco grupo pop ABBA. Foi emitida em disco de vinil na Áustria e na França para promover a banda no álbum de estreia Ring Ring. Chegou a 8ª posição na parada de singles da Áustria.
A canção conta a história de uma trabalhadora de um escritório que sai para dançar nas noites de sexta-feira, transformando-se de uma simples Jane a uma diva dançante. "Nina, Pretty Ballerina" pode ser considerada uma espécie de rascunho para "Dancing Queen" e uma das primeiras canções do ABBA que realmente criaram a fórmula que viria a ser praticada pelo grupo futuramente.

## Faixas
Áustria
1. A. "Nina, Pretty Ballerina"
2. B. "I Am Just a Girl"

França
1. A. "Nina, Pretty Ballerina"
2. B. "He Is Your Brother"

## Versões cover
- A canção foi cantada pelo cantor Rowena Cortes para o seu álbum de 1977, Sweet Fairy.
- O grupo Pretty Maid Company lançou um cover da canção como um single em 1977.